# SBS 스페셜

《SBS 스페셜》(SBS Special)은 SBS TV의 다큐멘터리 프로그램이다.

## 방송 역사
- 2001년 여름 : 〈SBS 다큐 스페셜〉이라는 시범 편성한 바 있다.[1]
- 2005년 7월 10일 : 정규 편성된, 《PD가 세상을 향해 던지는 화두》라는 컨셉으로 새로운 다큐멘터리, 미래가 보이는 다큐멘터리, 이성적 논리와 감성적 표현으로 다가서는 다큐멘터리 등으로 시청자에게 다가가기 위해 제작이 개시되었다.
- 주로 SBS 시사교양본부에서 자체 제작한 작품은 SBS 스페셜 타이틀로 방송되었으며, 외주 제작사와 독립 예술가들이 만든 작품은 SBS 일요 특선 다큐멘터리로 방송되었다. 다만 1년에 서너번 정도는 외주 제작사에서 만든 작품이 방송되었다.
- 프로그램 제작국인 SBS와 KNN 부산경남방송 등 9개 지역 민방 네트워크를 통해서 전국적으로 일제히 송출되었다.
- 2020년 12월 27일 : 정기적으로 첫 번째 정규 프로그램의 마지막 방송을 폐지하였다가 잠정 휴식기로 방송되었다.
- 2021년 6월 27일 : 시즌제로 재개되었다.
- 2022년 3월 25일 : 두 번째 정규 프로그램이 첫방송된다.

## 방송 시간
| 방송 채널 | 방송 기간                          | 방송 시간                       |
| --------- | ---------------------------------- | ------------------------------- |
| SBS TV    | 2001년 8월 18일, 2001년 8월 25일   | 토요일 밤 10시 50분 ~ 12시      |
| SBS TV    | 2001년 8월 19일, 2001년 8월 26일   | 토요일 밤 9시 50분 ~ 11시       |
| SBS TV    | 2005년 7월 10일 ~ 2006년 4월 30일  | 일요일 밤 10시 55분 ~ 11시 55분 |
| SBS TV    | 2006년 5월 21일 ~ 2008년 3월 30일  | 일요일 밤 11시 5분 ~ 12시 5분   |
| SBS TV    | 2012년 11월 4일 ~ 2013년 2월 3일   | 일요일 밤 11시 5분 ~ 12시 5분   |
| SBS TV    | 2014년 4월 6일                     | 일요일 밤 11시 5분 ~ 12시 5분   |
| SBS TV    | 2016년 10월 23일                   | 일요일 밤 11시 5분 ~ 12시 5분   |
| SBS TV    | 2016년 12월 4일 ~ 2018년 2월 11일  | 일요일 밤 11시 5분 ~ 12시 5분   |
| SBS TV    | 2018년 3월 4일 ~ 2020년 12월 27일  | 일요일 밤 11시 5분 ~ 12시 5분   |
| SBS TV    | 2021년 6월 27일 ~ 2021년 10월 10일 | 일요일 밤 11시 5분 ~ 12시 5분   |
| SBS TV    | 2008년 4월 6일 ~ 2008년 5월 18일   | 일요일 밤 11시 10분 ~ 12시 10분 |
| SBS TV    | 2008년 10월 26일 ~ 2009년 5월 10일 | 일요일 밤 11시 10분 ~ 12시 10분 |
| SBS TV    | 2010년 1월 10일 ~ 2010년 3월 14일  | 일요일 밤 11시 10분 ~ 12시 10분 |
| SBS TV    | 2010년 7월 4일 ~ 2011년 1월 16일   | 일요일 밤 11시 10분 ~ 12시 10분 |
| SBS TV    | 2015년 3월 29일 ~ 2015년 6월 14일  | 일요일 밤 11시 10분 ~ 12시 10분 |
| SBS TV    | 2015년 7월 5일 ~ 2015년 11월 1일   | 일요일 밤 11시 10분 ~ 12시 10분 |
| SBS TV    | 2015년 12월 20일                   | 일요일 밤 11시 10분 ~ 12시 10분 |
| SBS TV    | 2016년 11월 6일                    | 일요일 밤 11시 10분 ~ 12시 10분 |
| SBS TV    | 2008년 4월 13일 ~ 2008년 5월 11일  | 일요일 밤 11시 15분 ~ 12시 15분 |
| SBS TV    | 2013년 4월 14일 ~ 2013년 4월 21일  | 일요일 밤 11시 15분 ~ 12시 15분 |
| SBS TV    | 2013년 7월 7일 ~ 2014년 1월 26일   | 일요일 밤 11시 15분 ~ 12시 15분 |
| SBS TV    | 2014년 2월 9일 ~ 2014년 3월 30일   | 일요일 밤 11시 15분 ~ 12시 15분 |
| SBS TV    | 2014년 4월 27일 ~ 2015년 3월 15일  | 일요일 밤 11시 15분 ~ 12시 15분 |
| SBS TV    | 2015년 6월 28일                    | 일요일 밤 11시 15분 ~ 12시 15분 |
| SBS TV    | 2008년 5월 25일 ~ 2008년 10월 19일 | 일요일 밤 11시 20분 ~ 12시 20분 |
| SBS TV    | 2009년 5월 17일 ~ 2009년 11월 1일  | 일요일 밤 11시 20분 ~ 12시 20분 |
| SBS TV    | 2009년 11월 15일 ~ 2010년 1월 3일  | 일요일 밤 11시 20분 ~ 12시 20분 |
| SBS TV    | 2010년 3월 21일 ~ 2010년 5월 23일  | 일요일 밤 11시 20분 ~ 12시 20분 |
| SBS TV    | 2009년 11월 8일                    | 일요일 밤 11시 20분 ~ 12시 30분 |
| SBS TV    | 2011년 1월 30일 ~ 2012년 5월 6일   | 일요일 밤 11시 ~ 12시           |
| SBS TV    | 2012년 8월 19일 ~ 2012년 10월 28일 | 일요일 밤 11시 ~ 12시           |
| SBS TV    | 2012년 5월 13일 ~ 2012년 7월 22일  | 일요일 밤 11시 10분 ~ 12시      |
| SBS TV    | 2013년 3월 3일 ~ 2013년 4월 7일    | 일요일 밤 11시 15분 ~ 12시 20분 |
| SBS TV    | 2014년 2월 2일                     | 일요일 밤 11시 15분 ~ 12시 25분 |
| SBS TV    | 2015년 11월 8일                    | 일요일 밤 11시 30분 ~ 12시 30분 |
| SBS TV    | 2022년 3월 25일 ~ 2022년 4월 1일   | 금요일 밤 10시 ~ 11시 10분      |
| SBS TV    | 2022년 5월 14일 ~ 2022년 5월 21일  | 토요일 저녁 8시 40분 ~ 밤 10시  |
| SBS TV    | 2022년 10월 2일 ~ 현재             | 일요일 밤 11시 5분 ~ 12시 15분  |
|           | 2025년 7월 14일 ~                  | 월요일 밤 9시 50분 ~ 10시 20분  |

## 제작진
- 기획/CP : 정철원 (SBS 시사교양본부)
- 연출 : 이윤민 / 김종일 / 이경홍 / 이큰별 / 이동원 / 정재원 / 이현택 / 고혜린
- 디지털 디렉터 : 이승재
- 신년특집 연출 :
- 창사특집 연출 :
- 창사특집 조연출 :

## 네트워크 방송사
| 방송 권역        | 방송사           | 비고 |
| ---------------- | ---------------- | --- |
| 수도권           | SBS              | 프로그램 제작국 |
| 부산/경남권      | KNN 부산경남방송 | 2014년 7월 27일부터 '현장추적 싸이렌'이라는 자체 방송 프로그램 폐지 이후에 동시 네트워크로 송출을 개시하였다.                                                |
| 울산권           | ubc 울산방송     | 동시 네트워크 (2011년 10월 10일에 개칭한 G1의 경우 방송 당시 GTB 강원민방 명칭을 2011년 10월 9일까지 표기하였다.) (그리고 JIBS는 2018년 7월 1일부터 동시 넷) |
| 대구/경북권      | 대구경북 TBC     | 동시 네트워크 (2011년 10월 10일에 개칭한 G1의 경우 방송 당시 GTB 강원민방 명칭을 2011년 10월 9일까지 표기하였다.) (그리고 JIBS는 2018년 7월 1일부터 동시 넷) |
| 대전/충남/세종권 | TJB 대전방송     | 동시 네트워크 (2011년 10월 10일에 개칭한 G1의 경우 방송 당시 GTB 강원민방 명칭을 2011년 10월 9일까지 표기하였다.) (그리고 JIBS는 2018년 7월 1일부터 동시 넷) |
| 충북권           | CJB 청주방송     | 동시 네트워크 (2011년 10월 10일에 개칭한 G1의 경우 방송 당시 GTB 강원민방 명칭을 2011년 10월 9일까지 표기하였다.) (그리고 JIBS는 2018년 7월 1일부터 동시 넷) |
| 전북권           | JTV 전주방송     | 동시 네트워크 (2011년 10월 10일에 개칭한 G1의 경우 방송 당시 GTB 강원민방 명칭을 2011년 10월 9일까지 표기하였다.) (그리고 JIBS는 2018년 7월 1일부터 동시 넷) |
| 광주/전남권      | kbc 광주방송     | 동시 네트워크 (2011년 10월 10일에 개칭한 G1의 경우 방송 당시 GTB 강원민방 명칭을 2011년 10월 9일까지 표기하였다.) (그리고 JIBS는 2018년 7월 1일부터 동시 넷) |
| 강원권           | G1방송           | 동시 네트워크 (2011년 10월 10일에 개칭한 G1의 경우 방송 당시 GTB 강원민방 명칭을 2011년 10월 9일까지 표기하였다.) (그리고 JIBS는 2018년 7월 1일부터 동시 넷) |
| 제주권           | JIBS 제주방송    | 동시 네트워크 (2011년 10월 10일에 개칭한 G1의 경우 방송 당시 GTB 강원민방 명칭을 2011년 10월 9일까지 표기하였다.) (그리고 JIBS는 2018년 7월 1일부터 동시 넷) |

## 특별 방송
- 2007년 11월 11일 ~ 11월 25일 : 창사특집 《재앙》(1부 ~ 3부 일요일 방송)
- 2008년 11월 16일 ~ 11월 23일 : 창사특집 《코난의 시대》(1부 ~ 2부 일요일 방송)
- 2010년 11월 14일 ~ 12월 5일 : 창사특집 《최후의 툰드라》 (1부 ~ 4부 일요일 방송)
- 2011년 11월 13일 ~ 12월 4일 : 창사특집 《최후의 바다, 태평양》(1부 ~ 4부 일요일 방송)
- 2012년 11월 18일 ~ 12월 9일 : 창사특집 《최후의 제국》(1부 ~ 4부 일요일 방송)
- 2013년 11월 16일 ~ 12월 8일 : 창사특집 《최후의 권력》 (1부 토요일, 2부 ~ 5부 일요일 방송)
- 2014년 11월 16일 ~ 11월 30일 : 창사특집 《아름다울 미》 (1부 ~ 3부 일요일 방송)
- 2015년 11월 22일 ~ 12월 13일 : 창사특집 《바람의 학교》 (1부 ~ 4부 일요일 방송)
- 2016년 11월 13일 ~ 12월 27일 : 창사특집 《수저와 사다리》 (1부 ~ 3부 일요일 방송)
- 2017년 11월 12일 ~ 12월 3일 : 창사특집 《나를 향한 빅퀘스천》 (1부 ~ 4부 일요일 방송)
- 2018년 11월 11일 ~ 11월 18일 : 창사특집 《운인가 능력인가-공정성전쟁》(1부 ~ 2부 일요일 방송)
- 2019년 11월 24일 ~ 12월 1일, 12월 8일 : 창사특집 life of Samantha 1,4부,스페셜 일요일 방송

## 참고 사항
- 2022년 10월 23일과 11월 6일에 방송된 SBS 스페셜 2부작 '방탈출 프로젝트 - 곰손 카페'는 스스로를 세상과 단절된 현대 사회의 우울한 단면을 들여다보면서, 청년들이 처한 어려움을 그려내고, 주인공들이 삶과 사회로 나오는 연습을 하면서 변화하는 과정을 세심한 관찰로 애틋하게 지켜보며 잔잔한 희망과 감동을 주는 에피소드이므로, 방송통신심의위원회가 주관하는 이달의 좋은 프로그램상을 수여받은 바 있다.

## 같이 보기
- KBS 스페셜 (KBS 1TV)
- EBS 다큐프라임 (EBS 1TV)
- MBC 스페셜 (MBC TV)
- NHK 스페셜 (일본방송협회)